# NGC 2735
NGC 2735 je galaksija u zviježđu Raku.

## Vanjske poveznice
- SEDS: NGC 2735